# Укріплені міста, замки, оборонні двори та інкастельовані сакральні споруди Львівщини XIII — XVIII ст.
Каталог-інформатор «Укріплені міста, замки, оборонні двори та інкастепьовані сакральні споруди Львівщини XIII—XVIII ст.» — це перша українська книга про пам'ятки оборонного будівництва, що в межах теперішньої Львівської області, найбільш повно подає, станом на сьогоднішній день, перелік захисних комплексів, зведених упродовж шести століть.
Автор і упорядник каталогу: Володимир Пшик (від 2005 року — голова Товариства прихильників фортець та палаців).
Дизайн, верстка: Вікторія Дзиндра.
Літературне редагування: Вероніка Дудко, Оксана Максименко.
Коректура: Вероніка Дудко.
Фотографії: Мар'ян Барановський, Олександр Волков, Дмитро Каднічанський, Станіслав Міхта, В'ячеслав Одінцов, Володимир Ольхом'як, Зиновій Підперигора, Ігор Скальський, Ігор Сьомочкін, Семен Цимбалюк.
Реконструкції: Микола Козурак.

## Анотація
Видання включає понад триста населених пунктів, у яких в певний період були збудовані об'єкти оборонного призначення. Велика частина із них не збереглася внаслідок воєнних дій, пожеж, природного і людського руйнування, а також в результаті постійних змін та перебудов. Проте, завдяки наявності історичних джерел, архівних матеріалів, топонімів, які зберігають давню традицію, певною мірою вдалося відновити звістки про них. Незначна частина таких пам'яток дійшла до нашого часу в стані значних і прогресуючих руїн. І тільки зовсім невелика кількість об'єктів мілітарної архітектури відбудована і продовжує функціонувати, а ще на деяких тривають ремонтно-реставраційні роботи. У книзі висвітлено матеріали не тільки про окремі твердині, а й про укріплення самих поселень, про їх складні, часто наперед заплановані, оборонні комплекси, зокрема такі, які були колись у Львові, Бродах, Жовкві.
В каталог також включено певний корпус (далеко неповний) сакральних будівель, які мали елементи оборонних пристосувань. Стосовно населених пунктів подано коротку історичну інформацію про їх найраніші писемні згадки, надання міського права, власників, орендарів або приналежність до королівщин. Там, де відомо, наводиться географічно-топографічний опис ситуації та плану закладення того чи іншого оборонного об'єкта. До кожного гасла додано інформацію про встановлені джерела та літературу, у деяких випадках вказано також картографічний матеріал.
Книга багато ілюстрована графічними зображеннями та фотографіями. Це видання буде цікавим як вузькому колу спеціалістів кастеологів, так і широкому загалу краєзнавців, істориків, всім, хто цікавиться минулим рідного краю.

## Зміст
- Передмова
- Вступ
- Львів
- Винники
- Бродівський район
- Буський район
- Городоцький район
- Дрогобицький район
- Жидачівський район
- Жовківський район
- Золочівський район
- Кам'янка-Бузький район
- Миколаївський район
- Мостиський район
- Перемишлянський район
- Пустомитівський район
- Радехівський район
- Самбірський район
- Сколівський район
- Сокальський район
- Старосамбірський район
- Стрийський район
- Турківський район
- Яворівський район
- Додатки

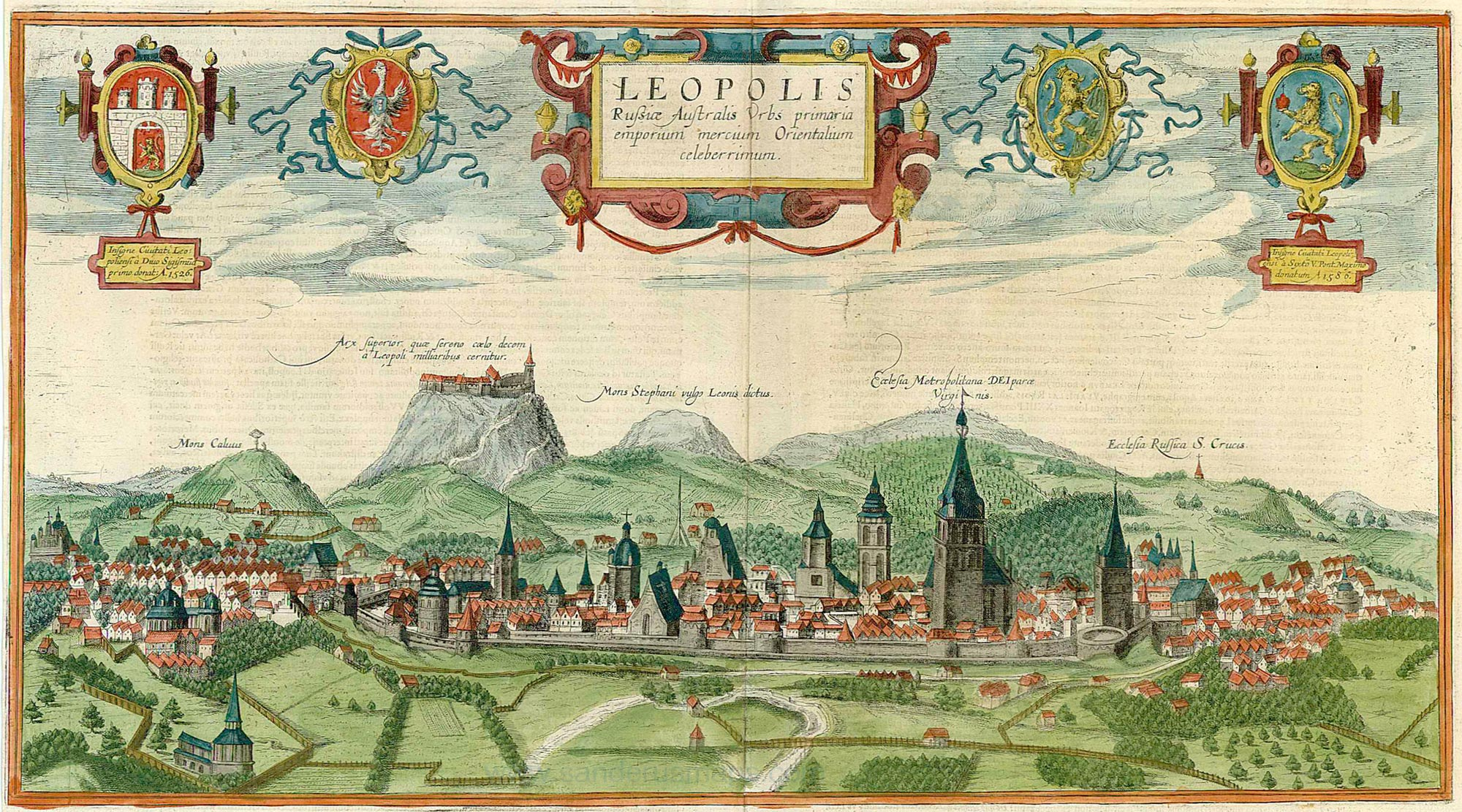
Панорама Гогенберга (1618, літографія)

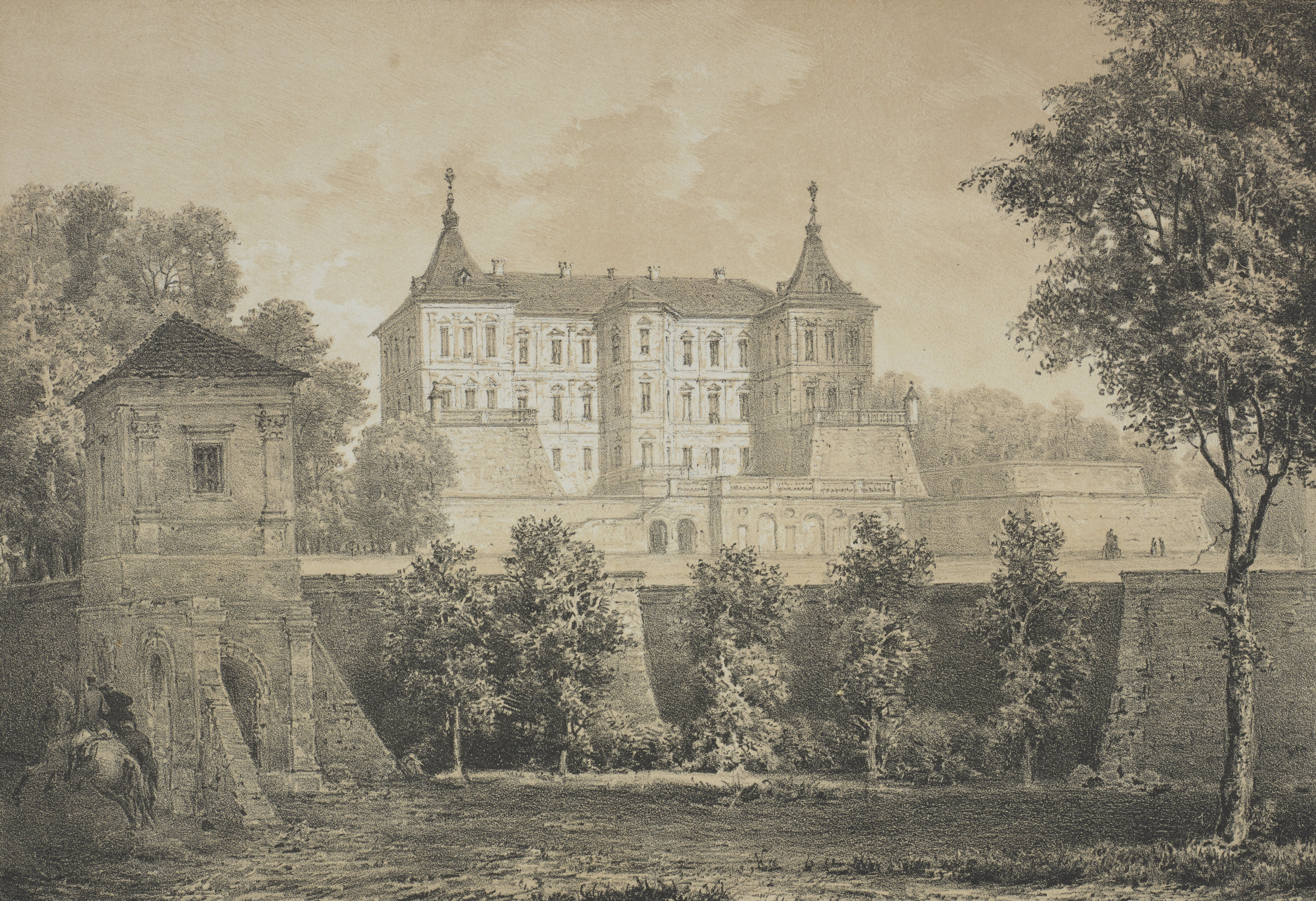
Наполеон Орда Підгорецький замок

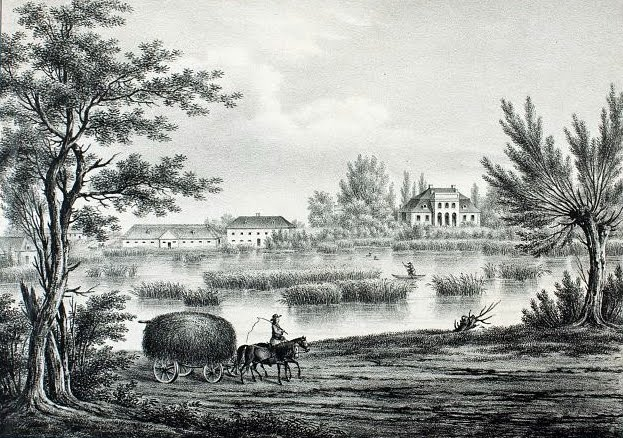
Ауер Кароль «Сторонибаби» (1837)

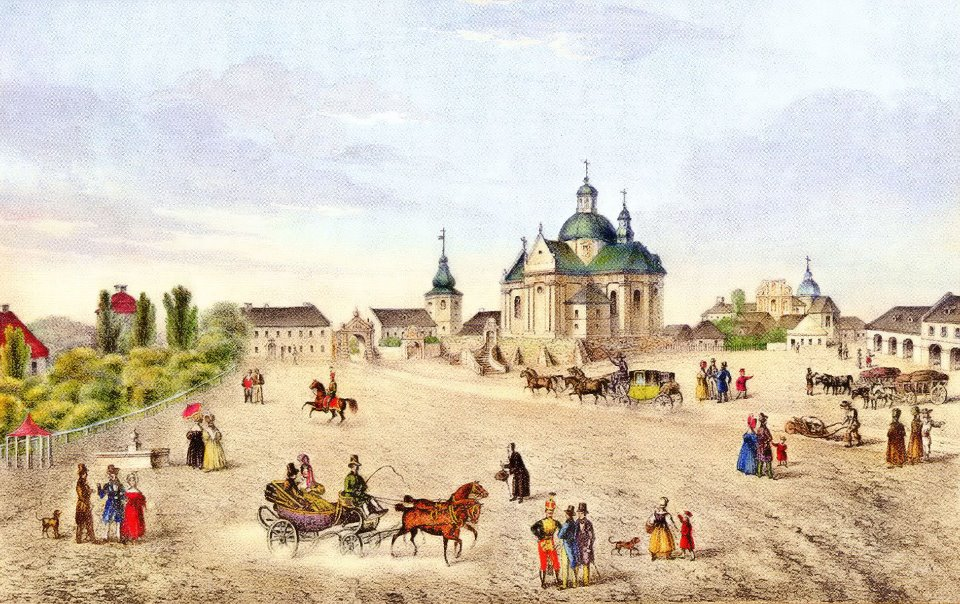
Кароль Ауер «Жовква. Ринкова площа»

- Короткий словник термінів оборонної архітектури
- Алфавітний покажчик поселень
- Список скорочень використаних джерел та літератури
- Прийняті скорочення
- Використані скорочення слів
- Умовні позначення